# Naturbasierte Lösungen
Der Begriff naturbasierte Lösungen (NbL) beschreibt Lösungsansätze im Umweltmanagement, die von der Natur oder natürlichen Prozessen inspiriert sind. Naturbasierte Lösungen werden für verschiedenste Probleme (Rückgang von Biodiversität, Wasserverschmutzung, globale Erwärmung u. v. a.) angewandt und diskutiert.

## Definition

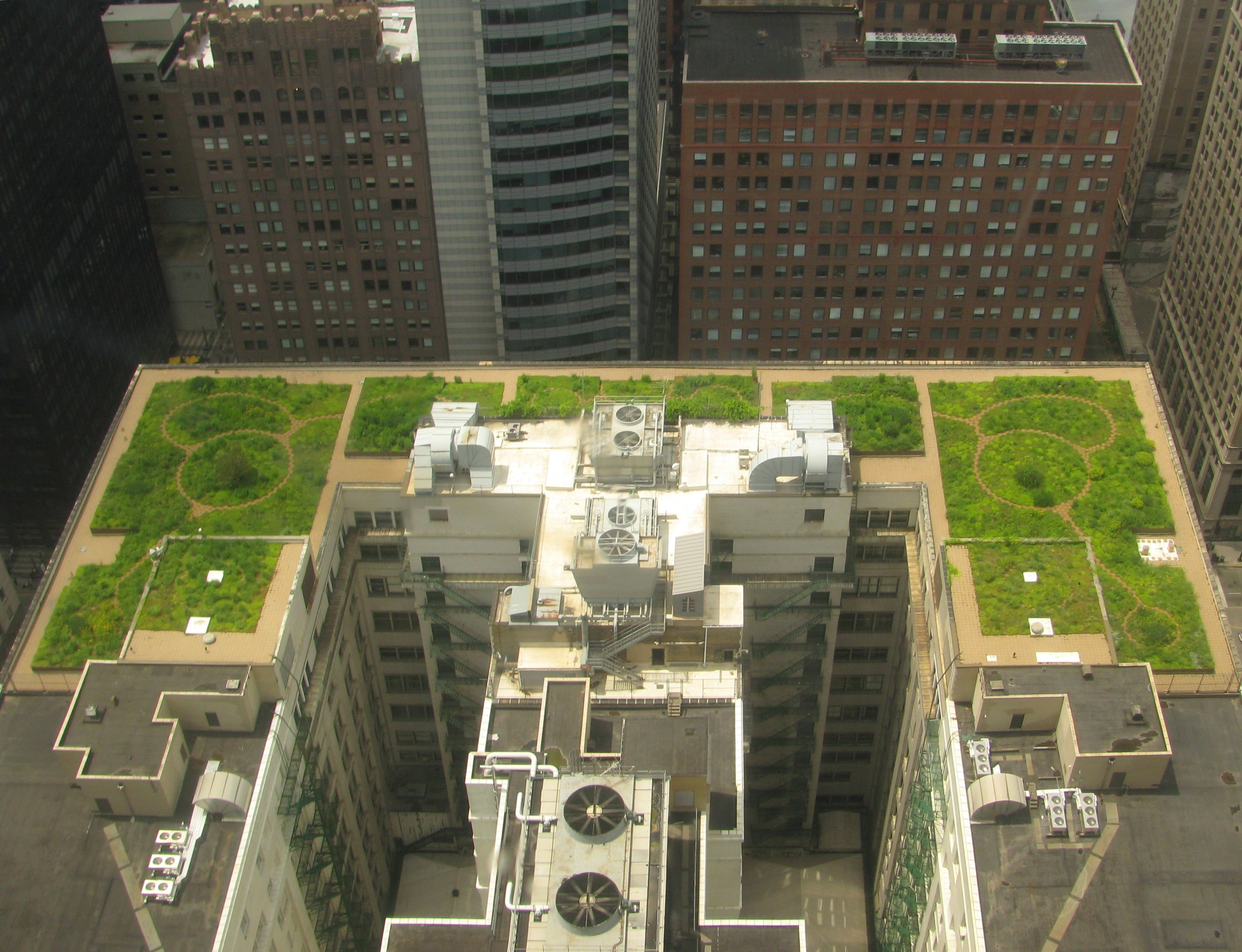
Dachbegrünung der Chicago City Hall als Beispiel einer naturbasierten Lösung

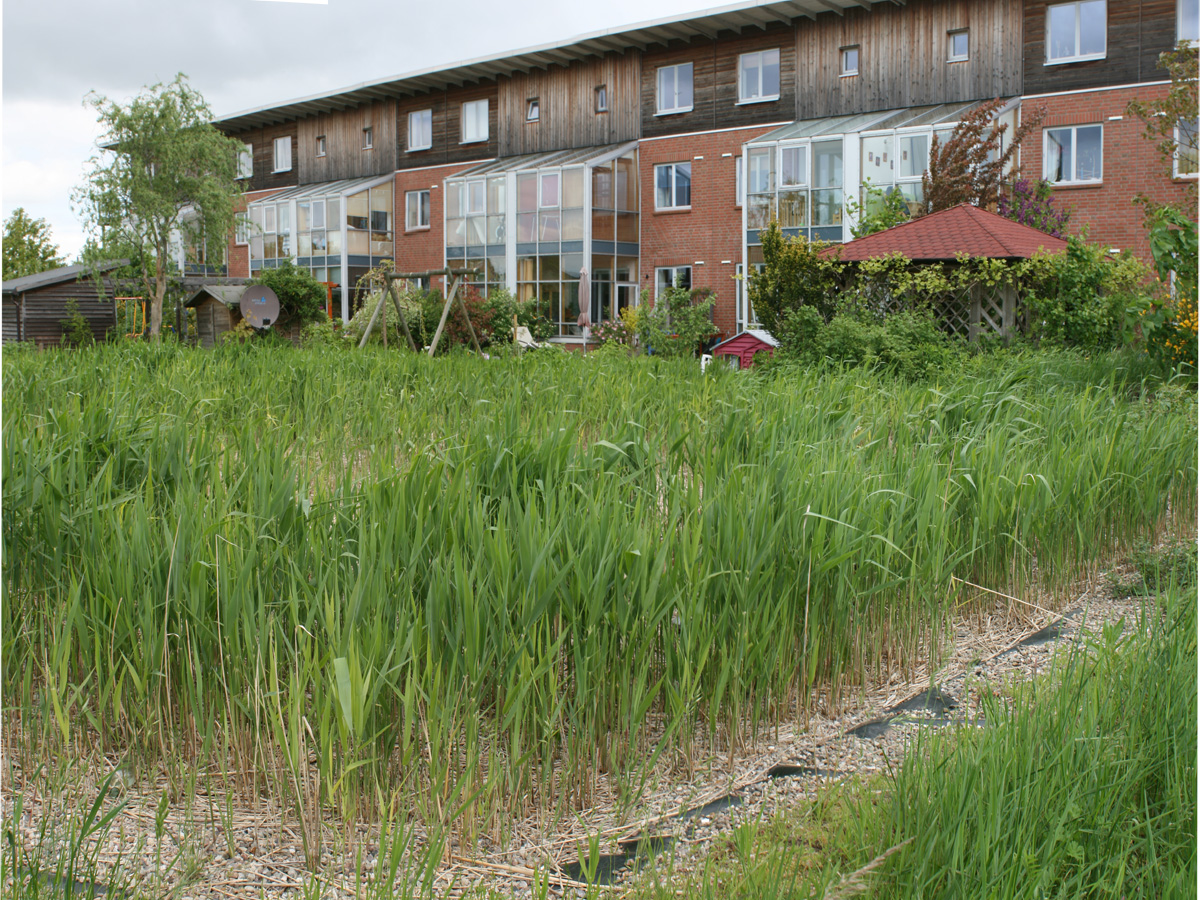
Naturbasierte Abwasserlösung in Flintenbreite

Die Europäische Kommission definiert naturbasierte Lösungen als „Lösungen, die von der Natur inspiriert und unterstützt werden, die kosteneffizient sind, gleichzeitig ökologische, soziale und wirtschaftliche Vorteile bieten und zur Stärkung der Widerstandsfähigkeit beitragen; diese Lösungen bringen durch lokal angepasste, ressourcenschonende und systemische Interventionen mehr und vielseitigere Natur sowie natürliche Aspekte und Prozesse in Städte, Landschaften und Meereslandschaften.“ Weiter betont sie, dass „naturbasierte Lösungen der biologischen Vielfalt zugute kommen und die Bereitstellung zahlreicher Ökosystemdienstleistungen unterstützen müssen.“
Die Nichtregierungsorganisation IUCN definiert NbL als „Maßnahmen zum Schutz, zur nachhaltigen Bewirtschaftung und zur Wiederherstellung natürlicher und veränderter Ökosysteme, die den gesellschaftlichen Herausforderungen wirksam und anpassungsfähig begegnen und gleichzeitig dem menschlichen Wohlergehen und der biologischen Vielfalt zugutekommen.“
Insgesamt werden naturbasierte Lösungen vor allem über ihre ökologischen, ökonomischen und damit gesellschaftlichen Vorteile definiert, die entstehen, wenn vorhandene Systeme genutzt beziehungsweise geschont werden. Dadurch können Ressourcen gespart und die Umwelt geschont werden, was wiederum den Erhalt und die Förderung von Ökosystem(dienst)leistungen unterstützt.

## Ursprung
In den 2000er Jahren machten sowohl die Weltbank als auch die IUCN den englischsprachigen Begriff ‘nature-based solutions' bekannt, indem sie öffentlich die Notwendigkeit nachhaltiger Lösungen zur Anpassung an die globale Erwärmung diskutierten. 2018 adaptierten zahlreiche Medien den Begriff, nachdem er im Rahmen des einflussreichen Global Climate Action Summit gebraucht worden war.

## Varianten

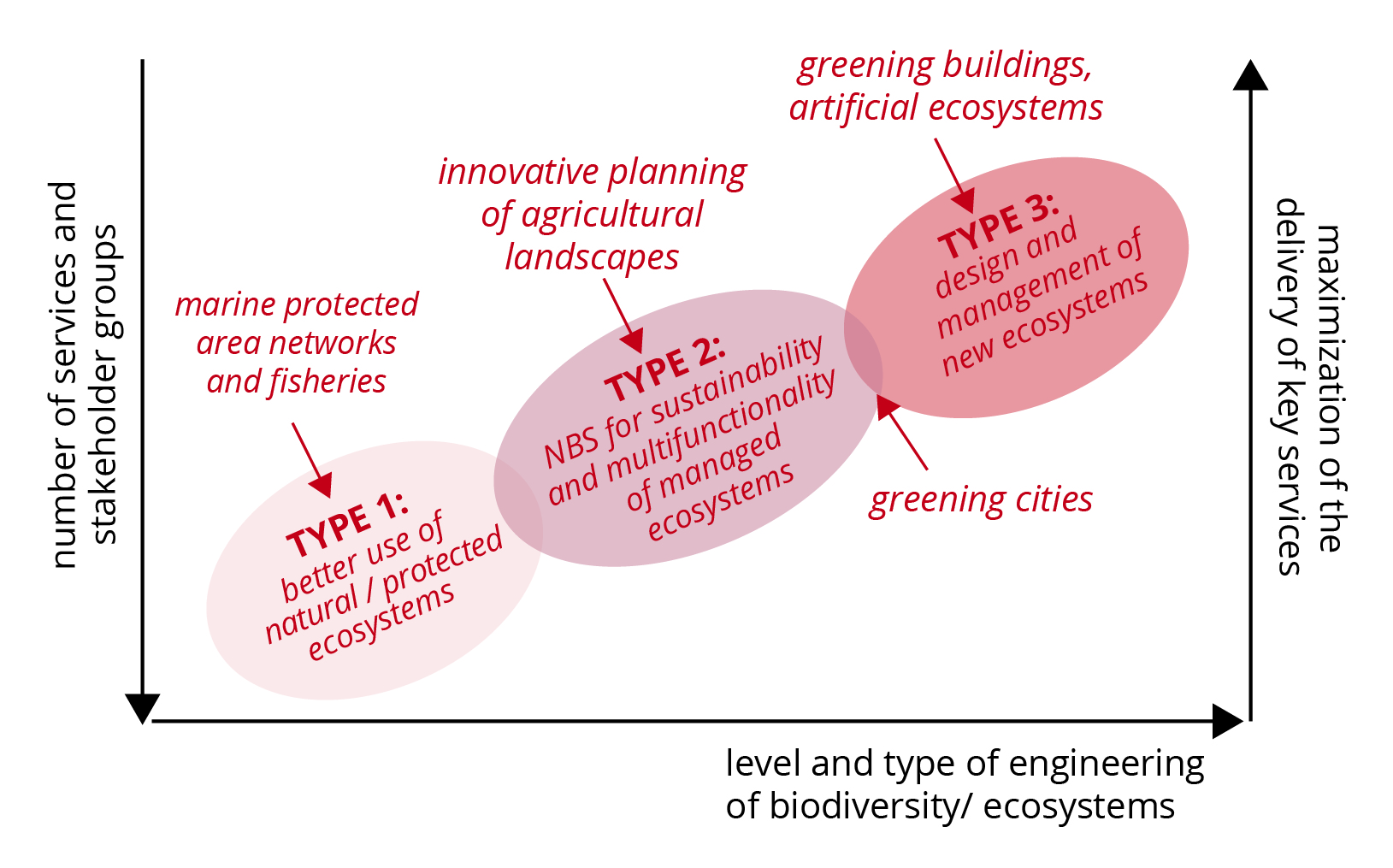
Schematische Darstellung der NbL-Typologie.

### Typ 1: Minimaler Eingriff in Ökosysteme
Um Ökosystemleistungen zu erhalten, sieht Typ 1 der naturbasierten Lösungen vor, Ökosysteme zu schützen, indem der angrenzende menschliche Lebensraum schonend und nachhaltig gestaltet wird, damit betreffende Ökosysteme weder verkleinert noch anderweitig gestört werden müssen.

### Typ 2: Geringfügige Eingriffe in Ökosysteme und Landschaften
Typ 2 geht davon aus, dass ein Eingriff in ein Ökosystem stattfinden muss, und sieht dazu Maßnahmen vor, mit denen – im Vergleich zu herkömmlichen Interventionen – die Ökosystemleistungen im Ergebnis verbessert werden. Unter solche Eingriffe fallen viele Maßnahmen aus der Agrarökologie und der Öko-Landwirtschaft, durch welche Biodiversität und Resistenz bewirtschafteter Flächen erhöht werden.

### Typ 3: Intensives Ökosystem-Management
Typ 3 befasst sich mehr mit der Schaffung als der Erhaltung von Ökosystemen. Grüne Infrastrukturen in Städten oder die Restaurierung von stark verschmutzen oder vergifteten Gegenden fallen darunter.